# Duellpistole
Duellpistolen wurden ab der zweiten Hälfte des 18. Jahrhunderts verwendet, um ein Pistolen-Duell auszutragen, einen freiwilligen Zweikampf mit gleichen Waffen, der von den Kontrahenten vereinbart wurde, um eine Ehrenstreitigkeit auszutragen. Die Pistolen wurden daher paarweise hergestellt. 

## Technik

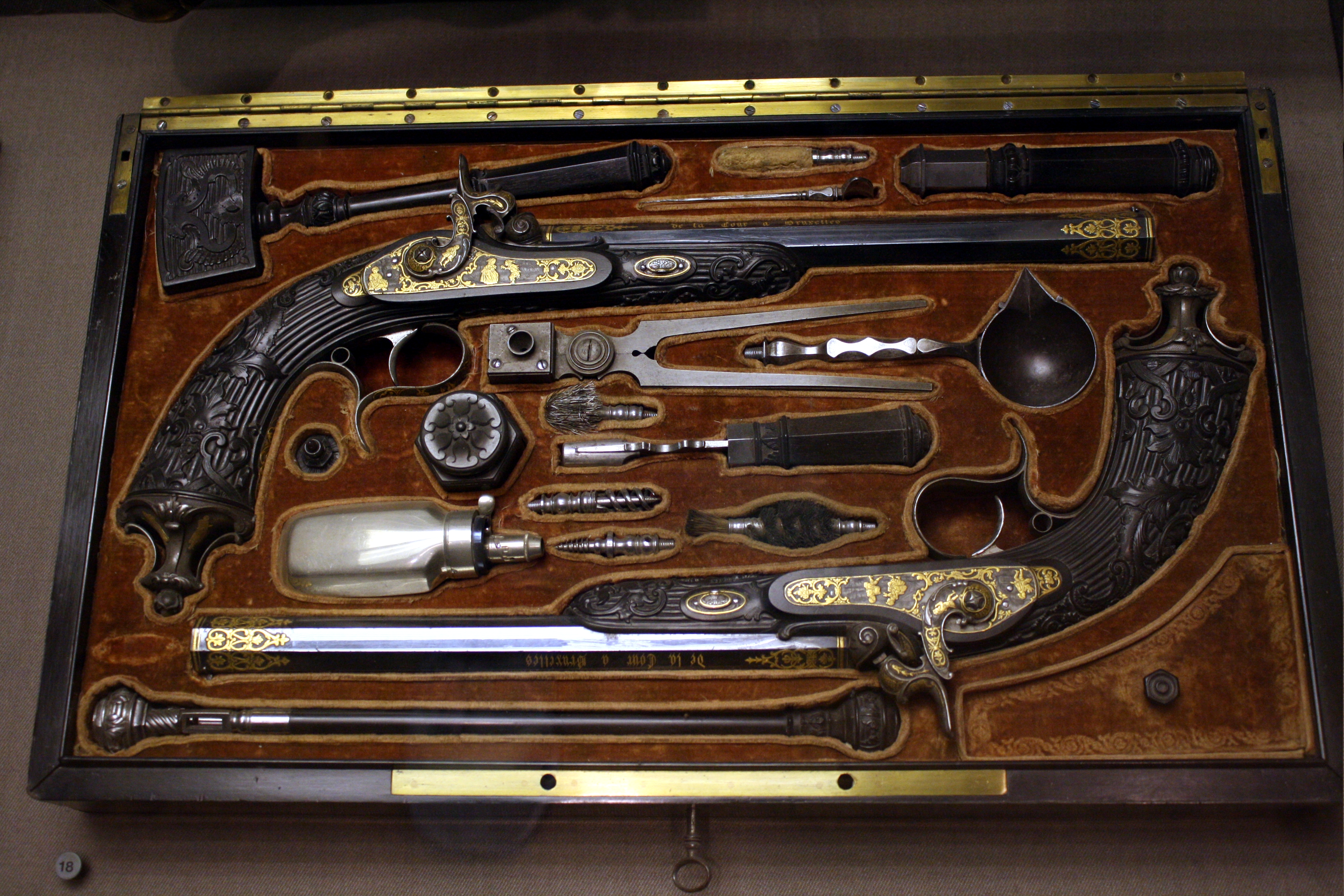
Satz von Duellpistolen (Philadelphia Museum of Art)

Als Duellpistolen benutzte man ausschließlich einschüssige Vorderladerwaffen, die mit Schwarzpulver und bleiernen Rundkugeln in Kalibern von 12 bis 17 mm geladen wurden. Duellpistolen wurden meist paarweise hergestellt. Allerdings sind nicht alle historischen Pistolenpaare Duellpistolen, auch wenn sie so genannt werden.
Technisch entwickelte sich die Duellpistole von der Radschloss- zur Steinschloss- weiter zu der ab dem frühen 19. Jahrhundert verwendeten Perkussionspistole mit Zündhütchen. Die Treffergenauigkeit dieser Waffen, die fast durchgehend glatte, nicht gezogene Läufe hatten, war auf größere Entfernung nur gering.

## Sport
1901 hat der Französische Arzt und Duellierer Paul Devillers Wachsgeschosse entwickelt und sie zum Patent angemeldet. 1903 wurden die ersten Duellpistolen, mit dem neuen Wachs, von der Firma Piot-Lepage hergestellt. Der Sport Duellieren wurde an den Olympischen Sommerspielen 1908 als Demonstrationssport vorgestellt. Mit Ausbruch des 1. Weltkriegs verschwand der Sport aus der Gesellschaft.

## Rezeption im 21. Jahrhundert
Duelle mit Schusswaffen sind nach dem Ersten Weltkrieg unüblich geworden und staatlicherseits überall verboten. Daher haben Duellpistolen ihren praktischen Wert verloren. 
Erhalten gebliebene historische Duellpistolen finden sich in Museen oder werden gelegentlich von Kunstauktionshäusern gehandelt. Des Öfteren sind unter diesen Stücken sorgfältig gearbeitete Exemplare von hoher Handwerkskunst und entsprechendem Wert.